# Kranzschlinge

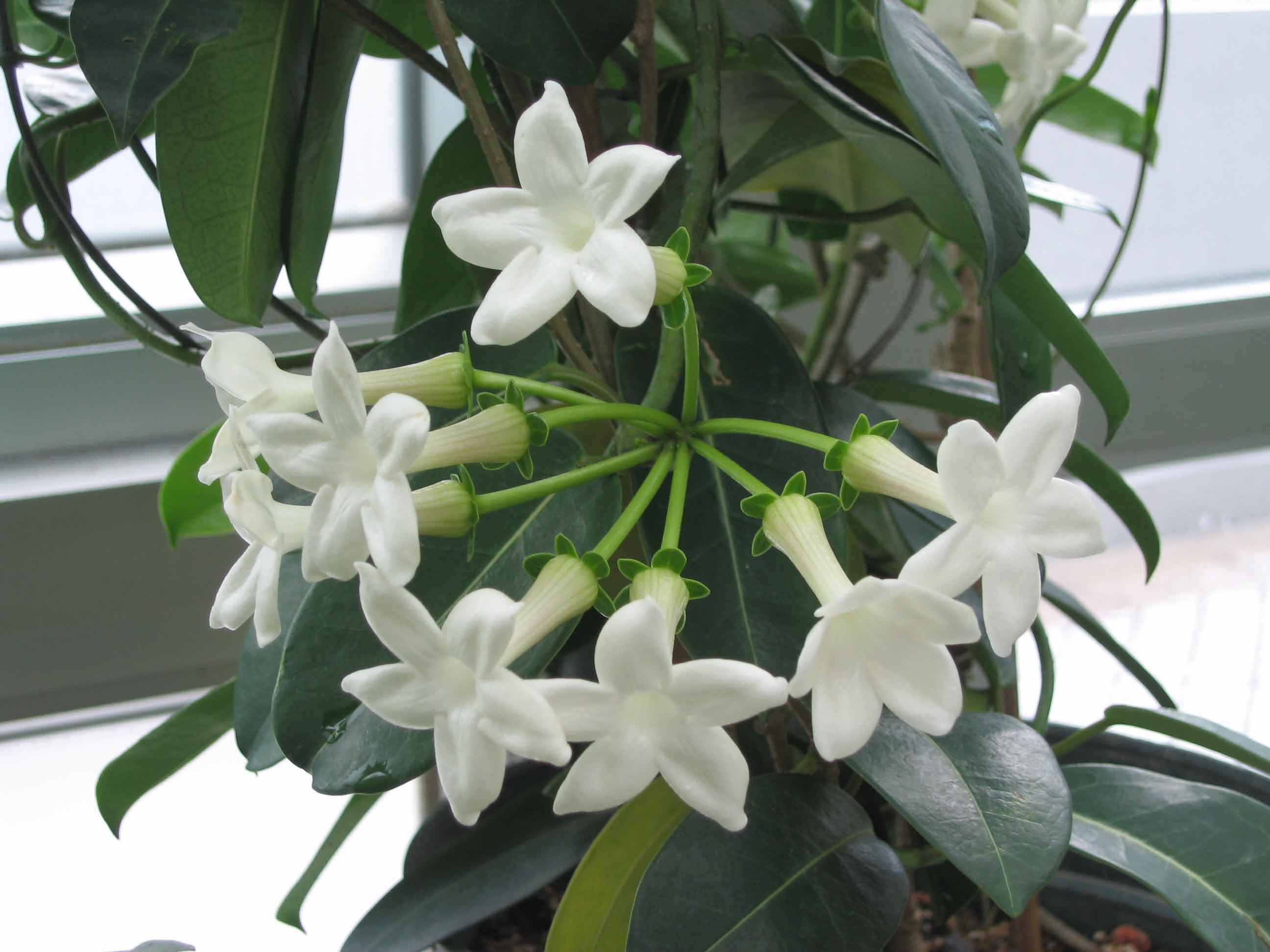
Blütenstand

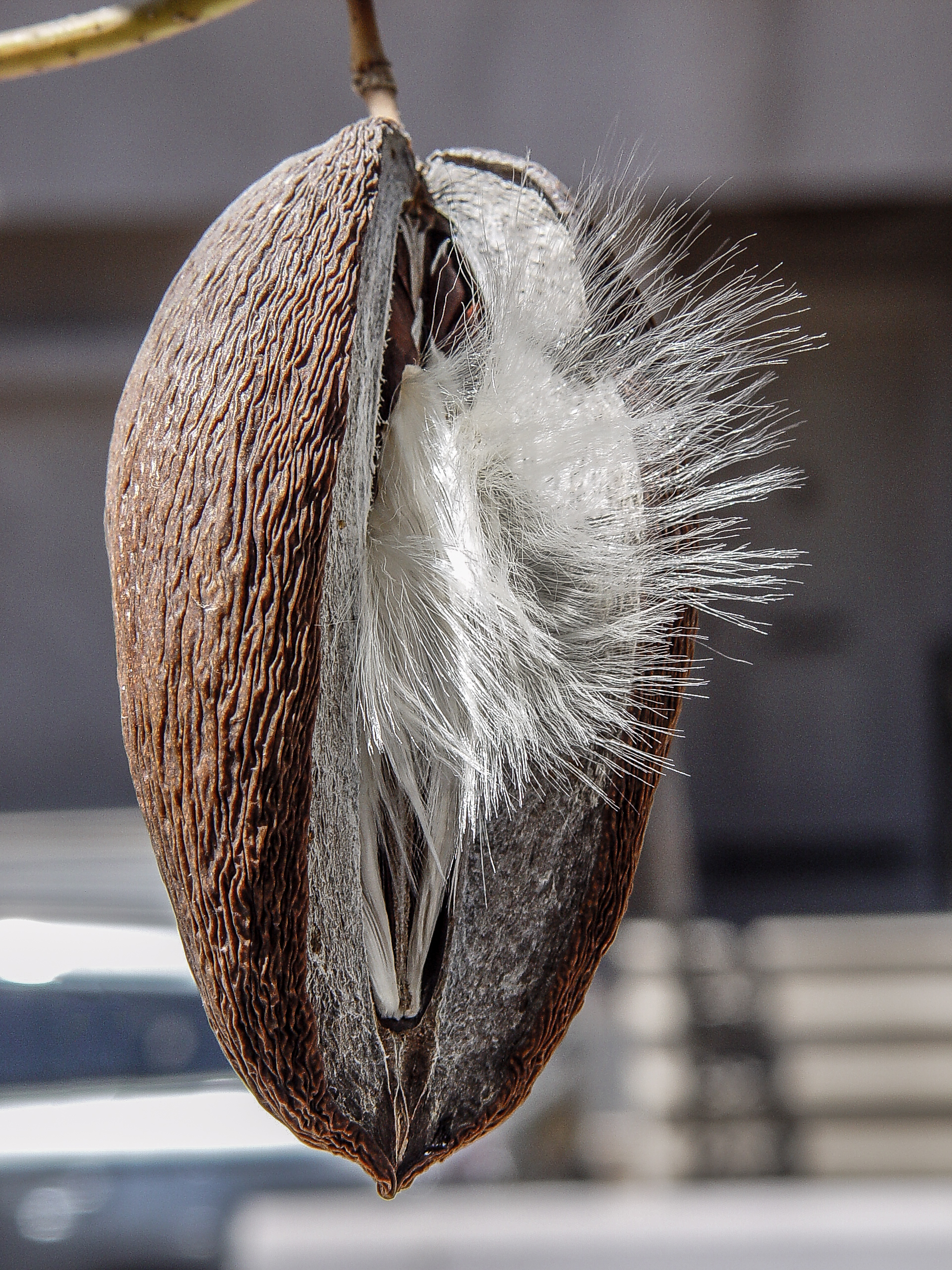
Frucht mit seidenhaarigen Samen

Die Kranzschlinge (Stephanotis floribunda) ist eine Pflanzenart aus der Gattung Stephanotis in der Unterfamilie der Seidenpflanzengewächse (Asclepiadoideae).

## Verbreitung
Die Heimat der Kranzschlinge liegt in Bergregionen Madagaskars. Sie ist sehr frostempfindlich, aber in Mitteleuropa als Zimmerpflanze häufig kultiviert.

## Beschreibung
Die Kranzschlinge ist ein immergrüner, kahler Kletterstrauch, der etwa 4 bis 5 Meter hoch wird.
Die gegenständigen, dicklederigen, steifen und kurz gestielten Blätter werden bis etwa 5 × 10 cm groß; sie sind glänzend dunkelgrün. Die eiförmige bis verkehrt-eiförmige, oft an der Basis leicht herzförmige bis abgerundete, unterseits hellgrüne, glänzende, kahle Spreite ist ganzrandig und abgerundet bis eingebuchtet oder meist spitz bis bespitzt.
Die Blüten stehen in achselständigen, wenigblütigen Trugdolden. Die zwittrigen, gestielten, fünfzähligen Blüten mit doppelter Blütenhülle sind weiß, elfenbeinfarben und wachsartig und verströmen einen angenehmen Duft. Der Kelch ist klein und fünflappig, -zipflig. Die Krone ist stieltellerförmig mit kürzeren Zipfeln. Die Kronröhre ist innen behaart und an der Basis geweitet. Es sind 5 eingeschlossene Staubblätter und zwei oberständige Stempel, die in einem kurzen Gynostegium zusammenstehen, ausgebildet.
Die Kranzschlinge bildet meist nur eine große, bis 10 Zentimeter lange, eiförmige, holzige, runzlige und vielsamige Balgfrucht, die allerdings bei als Zimmerpflanzen kultivierten Exemplaren nur selten ansetzen. Die Früchte reifen ein Jahr lang, im Reifezustand springen sie auf und geben die zapfenförmig angeordneten, abgeflachten, braunen, kurz geflügelten Samen mit einem langen, seidigen Haarschopf frei.

## Nutzung
Die Kranzschlinge ist eine beliebte Zimmerpflanze. Im Winter benötigt sie eine Ruhetemperatur von etwa 12 bis 15 °C, damit sie auch mehrere Jahre hintereinander reich blühen kann. Sie blüht normal auf der Nordhalbkugel im April bis September.
Sie blüht auch zweimal im Jahr, im Dezember bis Januar, wenn man Anfang Herbst die meisten Blätter und dünne Zweige entfernt sowie die Pflanze mit einem mäßigen Guss in die Ruheperiode versetzt.

## Vermehrung
Aus Samen gezogene Exemplare sind oft weniger blühfreudig als die Mutterpflanze.
Die üblichere Art der Vermehrung ist es, Triebstecklinge mit einem Blattpaar bei einer Bodenwärme von 20 bis 25 °C bewurzeln zu lassen. Der Vorgang der Bewurzelung dauert bis zu 2 Monate, kann jedoch durch Zugabe eines Bewurzelungshormons beschleunigt werden.

## Taxonomie
Die Erstbeschreibung erfolgte 1834 durch Henri Antoine Jacques als Stephanotis floribunda Jacques in Ann. Soc. Hort. Paris 15: 28. Isonyme sind Stephanotis floribunda C.Morren und Stephanotis floribunda Brongn. Synonyme sind Asclepias odoratissima Bréon ex Brongn., Isaura allicia Comm. ex Poir., Marsdenia floribunda (Jacques) Schltr., Marsdenia isaura Choux, Stephanotis isaura Decne., Ceropegia stephanotis Schult., Isaura alliacea Steud.